# Lean On
"Lean On" er en sang fra 2015 af Major Lazer (et musikprojekt skabt af den amerikanske DJ og musikproducer Diplo) og den franske DJ og producer DJ Snake, med vokaler af den danske sangerinde MØ. 

## Sporliste
- Digital download

1. "Lean On" – 2:56

## Hitlister
| Hitliste (2015)                                   | Højeste placering |
| ------------------------------------------------- | ----------------- |
| Australien (ARIA)                                 | 1                 |
| Australien Dance (ARIA)                           | 1                 |
| Belgien (Ultratop 50 Flanderen)                   | 3                 |
| Belgien (Ultratop 50 Vallonien)                   | 3                 |
| Canada (Canadian Hot 100)                         | 14                |
| Danmark (Tracklisten)                             | 1                 |
| Europa (Euro Digital Songs)                       | 3                 |
| Finland (Suomen virallinen lista)                 | 1                 |
| Frankrig (SNEP)                                   | 2                 |
| Frankrig Streaming (SNEP)                         | 1                 |
| Holland (Dutch Top 40)                            | 1                 |
| Holland (Single Top 100)                          | 1                 |
| Irland (IRMA)                                     | 3                 |
| Israel (Media Forest)                             | 7                 |
| Italien (FIMI)                                    | 3                 |
| Kroatien (Airplay Radio Chart)                    | 52                |
| Luxembourg Digital Songs (Billboard)              | 1                 |
| New Zealand (Recorded Music NZ)                   | 2                 |
| Norge (VG-lista)                                  | 3                 |
| Polen (Polish Airplay Top 100)                    | 10                |
| Schweiz (Schweizer Hitparade)                     | 1                 |
| Skotland (Official Charts Company)                | 8                 |
| Slovakiet (Rádio Top 100)                         | 19                |
| Slovakiet (Singles Digitál Top 100)               | 1                 |
| Spanien (PROMUSICAE)                              | 5                 |
| Storbritannien Singles (Official Charts Company)  | 4                 |
| Sverige (Sverigetopplistan)                       | 2                 |
| Tjekkiet (Rádio Top 100)                          | 9                 |
| Tjekkiet (Singles Digitál Top 100)                | 1                 |
| Tyskland (Media Control Charts)                   | 4                 |
| Ungarn (Rádiós Top 40)                            | 29                |
| Ungarn (Single Top 40)                            | 2                 |
| Storbritannien Dance (Official Charts Company)    | 1                 |
| Storbritannien UK Indie (Official Charts Company) | 1                 |
| USA Billboard Hot 100                             | 33                |
| USA Hot Dance/Electronic Songs (Billboard)        | 4                 |
| USA Dance Club Songs (Billboard)                  | 50                |
| USA Mainstream Top 40 (Billboard)                 | 37                |
| USA Rhythmic (Billboard)                          | 38                |
| Østrig (Ö3 Austria Top 40)                        | 5                 |

## References
1. ↑  "Major Lazer & DJ Snake – Lean On (feat. MØ) (Official Music Video)". 23. marts 2015. Hentet 25. marts 2015.
2. ↑  "australian-charts.com – Major Lazer & DJ Snake feat. MØ – Lean On". ARIA Top 50 Singles. Hentet 4. april 2015.
3. ↑  "The ARIA Report: Issue 1309 (Week Commencing 30 March 2015)" (PDF). Australian Recording Industry Association. s. 17. Hentet 3. april 2015.
4. ↑  "Ultratop.be – Major Lazer & DJ Snake feat. MØ – Lean On" (nederlandsk). Ultratop 50. Hentet 24. april 2015.
5. ↑  "Ultratop.be – Major Lazer & DJ Snake feat. MØ – Lean On" (fransk). Ultratop 50. Hentet 24. april 2015.
6. ↑  "Major Lazer – Chart history" Canadian Hot 100 for Major Lazer.
7. ↑  "Danishcharts.com – Major Lazer & DJ Snake feat. MØ – Lean On". Tracklisten. Arkiveret fra originalen 14. februar 2016. Hentet 10. april 2015.
8. ↑  "Major Lazer – Chart history" Billboard Euro Digital Songs for Major Lazer.
9. ↑  "Finnishcharts.com – Major Lazer & DJ Snake feat. MØ – Lean On". Musiikkituottajat – IFPI Finland. Hentet 20. marts 2015.
10. ↑  "Lescharts.com – Major Lazer & DJ Snake feat. MØ – Lean On" (fransk). Les classement single. Hentet 20. marts 2015.
11. ↑  "Titres les plus écoutés en streaming en France du 6 au 12 avril 2015". Charts in France. Hentet 18. april 2015.
12. ↑  "Nederlandse Top 40 – Major Lazer search results" (på nederlandsk) Dutch Top 40.
13. ↑  "Dutchcharts.nl – Major Lazer & DJ Snake feat. MØ – Lean On" (nederlandsk). Single Top 100. Hentet 20. marts 2015.
14. ↑  "Chart Track: Week 19, 2015". Irish Singles Chart.
15. ↑  "Major Lazer – Lean On Media Forest". Israeli Airplay Chart. Media Forest.
16. ↑  "Italiancharts.com – Major Lazer & DJ Snake feat. MØ – Lean On". FIMI. Hentet 10. maj 2015.
17. ↑  "ARC 100 – datum izlaska: 20. travnja 2015" (kroatisk). HRT. 13. april 2015. Arkiveret fra originalen 24. april 2015. Hentet 31. maj 2015.
18. ↑  "Major Lazer – Chart history" Billboard Luxembourg Digital Songs for Major Lazer.
19. ↑  "Charts.org.nz – Major Lazer & DJ Snake feat. MØ – Lean On". Top 40 Singles. Arkiveret fra originalen 4. april 2015. Hentet 17. april 2015.
20. ↑  "Norwegiancharts.com – Major Lazer & DJ Snake feat. MØ – Lean On". VG-lista. Hentet 20. marts 2015.
21. ↑  "Listy bestsellerów, wyróżnienia :: Związek Producentów Audio-Video". Polish Airplay Top 100.
22. ↑  "Swisscharts.com – Major Lazer & DJ Snake feat. MØ – Lean On". Swiss Hitparade. Hentet 29. marts 2015.
23. ↑  "Official Scottish Singles Sales Chart Top 100". Official Charts Company.
24. ↑  "SNS IFPI" (på slovakisk). Hitparáda – Radio Top 100 Oficiálna. IFPI Czech Republic. Note: insert 201519 into search.
25. ↑  "SNS IFPI" (på slovakisk). Hitparáda – Singles Digital Top 100 Oficiálna. IFPI Czech Republic. Note: insert 201519 into search.
26. ↑  "Spanishcharts.com – Major Lazer & DJ Snake feat. MØ – Lean On". PROMUSICAE. Hentet 11. maj 2015.
27. ↑  "Archive Chart: 2015-05-09" UK Singles Chart.
28. ↑  "Swedishcharts.com – Major Lazer & DJ Snake feat. MØ – Lean On". Singles Top 60. Hentet 11. maj 2015.
29. ↑  "ČNS IFPI" (på tjekkisk). Hitparáda – Radio Top 100 Oficiální. IFPI Czech Republic. Note: insert 201520 into search.
30. ↑  "ČNS IFPI" (på tjekkisk). Hitparáda – Digital Top 100 Oficiální. IFPI Czech Republic. Note: insert 201521 into search.
31. ↑  "Officialcharts.de – Major Lazer & DJ Snake feat. MØ – Lean On" (tysk). GfK Entertainment. Hentet 20. marts 2015.
32. ↑  "Archívum – Slágerlisták – MAHASZ" (på ungarsk). Rádiós Top 40 játszási lista. Magyar Hanglemezkiadók Szövetsége.
33. ↑  "Archívum – Slágerlisták – MAHASZ" (på ungarsk). Single (track) Top 40 lista. Magyar Hanglemezkiadók Szövetsége.
34. ↑   "Archive Chart: 2015-05-09" UK Dance Chart.
35. ↑   "Archive Chart: 2015-04-18" UK Indie Chart.
36. ↑  "Major Lazer Chart History (Hot 100)". Billboard..
37. ↑  "Major Lazer – Chart history" Billboard Hot Dance/Electronic Songs for Major Lazer.
38. ↑  "Major Lazer – Chart history" Billboard Hot Dance Club Songs for Major Lazer.
39. ↑  "Major Lazer – Chart history" Billboard Pop Songs for Major Lazer.
40. ↑  "Major Lazer – Chart history" Billboard Rhythmic Songs for Major Lazer.
41. ↑  "Austriancharts.at – Major Lazer & DJ Snake feat. MØ – Lean On". Ö3 Austria Top 40. Hentet 20. marts 2015.